# فريتز كورباخ
فريتز كورباخ (بالألمانية: Fritz Korbach)‏ هو لاعب كرة قدم ومدرب كرة قدم ألماني، ولد في 18 يوليو 1945 في ديتس في ألمانيا، وتوفي في 14 أغسطس 2011 في ليوواردن في هولندا بسبب سرطان الحنجرة. لعب مع ZSC Patria ‏.

## وصلات خارجية
- فريتز كورباخ على موقع قاعدة بيانات كرة القدم.إي يو (الإنجليزية)
- فريتز كورباخ على موقع عالم كرة القدم.نت (الإنجليزية)